# Khu công nghiệp Việt Nam-Singapore, Hải Phòng
Dự án Khu công nghiệp Việt Nam-Singapore ở Hải Phòng có tổng diện tích 1.600 ha nằm trên địa bàn thành phố Thủy Nguyên, Hải Phòng. Dự án được quy hoạch để phát triển thành một khu đô thị, công nghiệp, và dịch vụ, trong đó 1.100 ha phát triển khu thương mại và khu dân cư, 500 ha phát triển khu công nghiệp sạch.
Tổng vốn đầu tư cho dự án là 1 tỷ đô la Mỹ, với giai đoạn 1 khoảng 100 triệu đô la. Dự án được khởi công vào ngày 13/1/2010. Dự kiến, dự án Khu công nghiệp Việt Nam-Singapore, Hải Phòng sẽ được phát triển toàn diện trong khoảng 10 năm, sẽ đáp ứng nhu cầu sinh sống cho khoảng 150.000 người.
Đây là khu Khu công nghiệp Việt Nam-Singapore thứ 4 tại Việt Nam sau các khu ở Bắc Ninh và Bình Dương.
Khoảng cách từ VSIP Hải Phòng đến các địa điểm khác nhau như sau:
8km từ Sân bay Quốc tế Cát Bi 
6,5km từ Trung tâm thương mại AEON Mall Lê Chân 
6km từ Đại học Hàng hải Việt Nam 
5km từ Bệnh viện Việt Tiệp 
3km từ Vinhomes Imperia 
3km từ Trung tâm hành chính mới 
800m từ VinWonders Vũ Yên, công viên giải trí
VSIP Hải Phòng nằm ở vị trí chiến lược với sự tiện lợi trong việc tiếp cận các hệ thống giao thông khác nhau, bao gồm đường bộ, đường sắt, hàng không và biển, tạo điều kiện thuận lợi cho giao thông và logistics. Thông tin từ tiếng anh được dịch sang tiếng việt tham khảo nguồn trang